# Лайниоелвен
Лайниоелвен (на шведски: Lainioälven) е река в Северна Швеция (провинция Норботен), ляв приток на Турнеелвен, вливаща се в Ботническия залив на Балтийско море. Дължина 266 km.

## Географска характеристика
Река Лайниоелвен се образува на 525 m н.в. от сливането на двете съставящи я реки Ростуетно (лява съставяща, изтичаща от езерото Росгуяуре, 34 km²) и Таветно (дясна съставяща, изтичаща от езерото Киепаняуре), разположени в Скандинавските планини, в близост до границата с Норвегия. По цялото си протежение тече в посока юг-югоизток по Лапландското плато, където образува множество прагове и водопади. Влива се отляво в река Турнеелвен, на 194 m н.в., на 5 km северно от село Ловика.
Речната ѝ мрежа е едвустранно развита. На североизток и югозапад водосборният басейн на Лайниоелвен граничи с водосборните басейни на реките Муониоелвен, Витангиелвен и други по-малки, леви притоци на Турнеелвен, вливаща се в Ботническия залив на Балтийско море, а на северозапад – с водосборния басейн на река Молселв (от басейна на Норвежко море). Основни притоци: Санкийоки, Олосйоки (леви); Пулсуйоки, Огойоки (десни).
Долината на реката е почти безлюдна, като по течението ѝ са разположени три малки селища.